# Bouyerus
Bouyerus is een kevergeslacht uit de familie van de boktorren (Cerambycidae). De wetenschappelijke naam van het geslacht werd voor het eerst geldig gepubliceerd in 2007 door Drumont.

## Soorten
Bouyerus is monotypisch en omvat slechts de volgende soort:
- Bouyerus metallicus (Lameere, 1912)